# OU Большой Медведицы
OU Большой Медведицы (лат. OU Ursae Majoris) — одиночная переменная звезда в созвездии Большой Медведицы на расстоянии приблизительно 9211 световых лет (около 2824 парсеков) от Солнца. Видимая звёздная величина звезды — от +13,2m до +12,5m.

## Характеристики
OU Большой Медведицы — пульсирующая переменная звезда типа RR Лиры (RRAB).